# Zelotes latreillei
Zélote noir de Latreille
Espèce
Synonymes
- Prosthesima latreillei Simon, 1878

Zelotes latreillei, le Zélote noir de Latreille, est une espèce d'araignées aranéomorphes de la famille des Gnaphosidae.

## Distribution
Cette espèce se rencontre en Europe, en Russie jusqu’au sud de la Sibérie, au Kazakhstan et en Turquie.

## Habitat
Elle se rencontre dans les milieux de végétation ouverte moyennement humides.

## Description
Les mâles mesurent de 4,5 à 7,5 mm et les femelles de 5,3 à 9,3 mm.

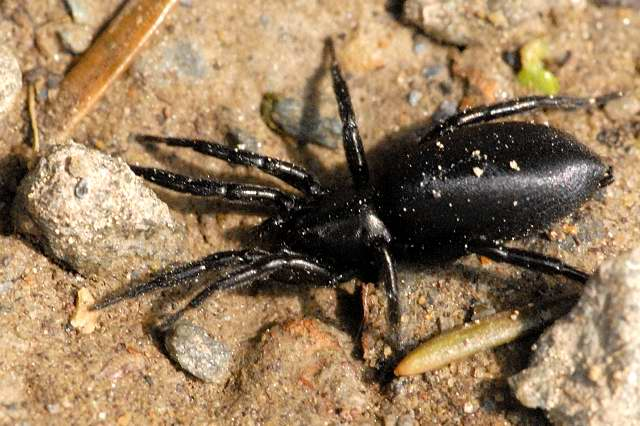
Zelotes latreillei

Les yeux sont très brillants. Le corps est noir avec l’épigyne et les plaques pulmonaires brunes. Les pattes sont noires avec les tarses souvent bruns. Le mâle possède un petit scutum.
Il y a une quarantaine d’espèces de Zelotes présentes en France et une douzaine dans des genres très proches (Drassyllus, Urozelotes, Trachyzelotes). La coloration des pattes permet de distinguer quelques groupes d’espèces mais seule l’observation des pièces génitales permet l’identification de l’espèce.

## Systématique et taxinomie
Cette espèce a été décrite sous le protonyme Prosthesima latreillei par Simon en 1878. Elle est placée dans le genre Zelotes par Simon en 1914.

## Étymologie
Cette espèce est nommée en honneur de l'entomologiste français Pierre-André Latreille.

## Publication originale
- Simon, 1878 : Les arachnides de France. Paris, vol. 4, p. 1-334 (texte intégral).